# USS Frank E. Petersen Jr. (DDG-121)

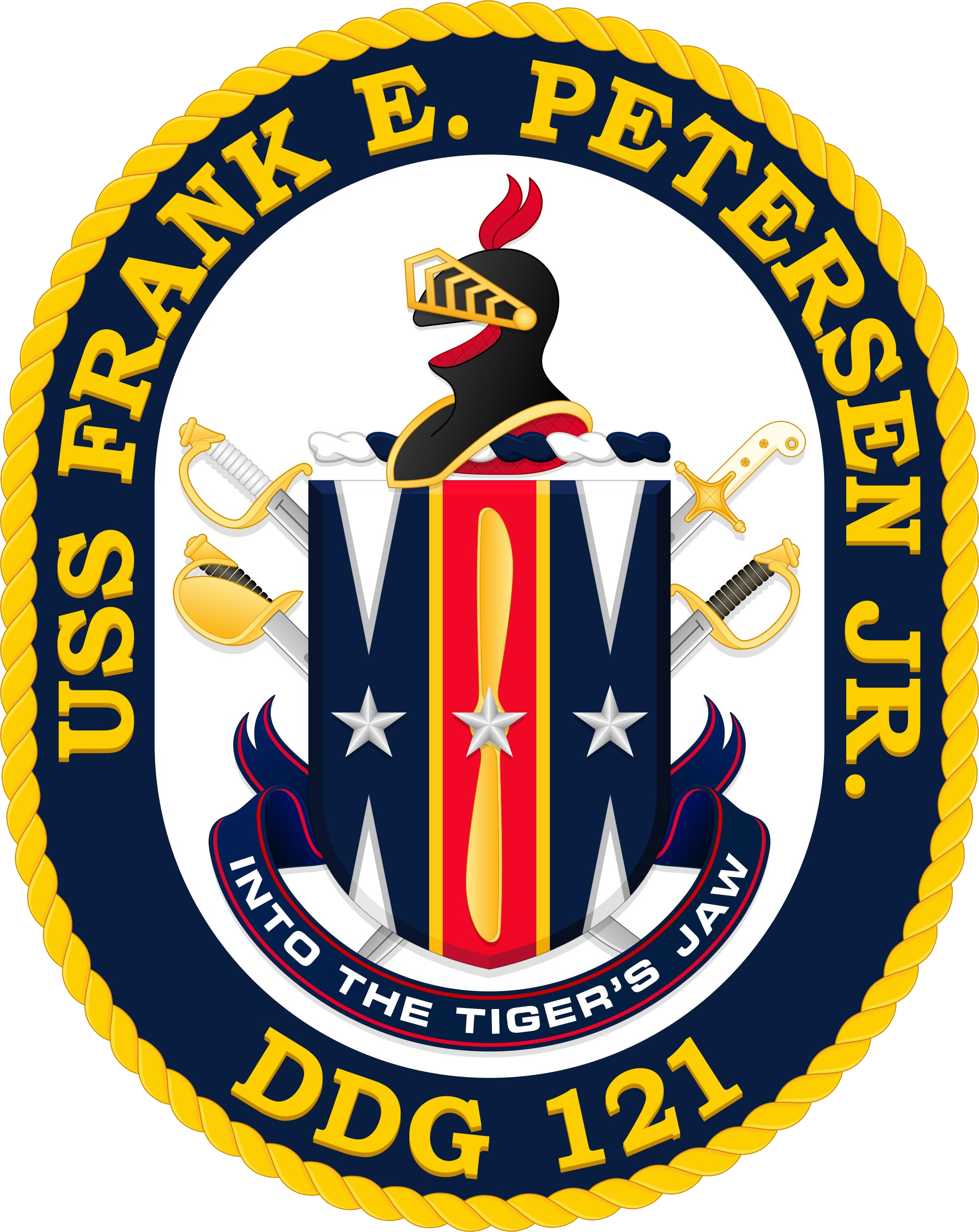

«Френк Пітерсен» (англ. Frank E. Petersen Jr. (DDG 121)) — 71-й корабель класу «Арлі Берк». Побудований на верфі компанії Huntington Ingalls Industries у Ньюпорт-Ньоюс, спущений на воду 19 липня 2018 року.
Названий на честь генерал-лейтенанта Корпусу морської піхоти США Френка Пітерсена (англ. Frank E. Petersen Jr.), першого афроамериканського льотчика Корпусу морської піхоти.

## Конструкція
«Френк Пітерсен» збудований за вдосконаленим проєктом «Flight IIA Technology Insertion», що має покращені стелс-можливості за рахунок використання в конструкції корабля композитних матеріалів та застосуванням нового обладнання.
Його будівництво було розпочате 21 лютого 2017 року, коли відбулась закладка кіля, а церемонія різки першої сталі для корабля — 27 квітня 2016 року.
30 листопада у США ввели до складу Військово-морського флоту 71-й есмінець класу Arleigh Burke - Frank E. Petersen Jr. (DDG-121).